# UCI Oceania Tour 2018
L'UCI Oceania Tour 2018 è stata la quattordicesima edizione dell'UCI Oceania Tour, uno dei cinque circuiti continentali di ciclismo dell'Unione Ciclistica Internazionale. È composto da tre corse che si svolgono tra gennaio e febbraio 2018 in Australia e Nuova Zelanda. Il vincitore della classifica individuale fu l'australiano Chris Harper, migliore squadra fu l'australiana Bennelong-SwissWellness, mentre la migliore nazione classificata fu l'Australia.

## Calendario

### Gennaio
| Data  | Prova                     | Cat. | Vincitore        | Squadra           |
| ----- | ------------------------- | ---- | ---------------- | ----------------- |
| 17-21 | New Zealand Cycle Classic | 2.2  | Hayden McCormick | ONE Pro Cycling   |
| 27    | Gravel and Tar            | 1.2  | Ethan Berends    | Mobius-BridgeLane |
| 31-4  | Herald Sun Tour (2018)    | 2.1  | Esteban Chaves   | Mitchelton-Scott  |

## Classifiche
| Pos. | Corridore           | Punti |
| ---- | ------------------- | ----- |
| 1    | Chris Harper        | 365   |
| 2    | James Whelan        | 235   |
| 3    | Cyrus Monk          | 223   |
| 4    | Jason Lea           | 158   |
| 5    | Hayden McCormick    | 148   |
| 6    | Esteban Chaves      | 142   |
| 7    | Jason Christie      | 125   |
| 8    | Hamish Bond         | 120   |
| 9    | Ryan Thomas         | 104   |
| 10   | Alexander Edmondson | 103   |

| Pos. | Squadra                            | Punti |
| ---- | ---------------------------------- | ----- |
| 1    | Bennelong-SwissWellness            | 827   |
| 2    | Drapac EF p/b Cannondale           | 611   |
| 3    | Brisbane Continental Cycling Team  | 270   |
| 4    | Mobius-BridgeLane                  | 270   |
| 5    | ONE Pro Cycling                    | 216   |
| 6    | JLT Condor                         | 71    |
| 7    | Australian Cycling Academy         | 66    |
| 8    | Aqua Blue Sport                    | 58    |
| 9    | Mitchelton-BikeExchange            | 42    |
| 10   | St George Continental Cycling Team | 33    |

| Pos. | Nazione       | Punti    |
| ---- | ------------- | -------- |
| 1    | Australia     | 2 726,74 |
| 2    | Nuova Zelanda | 1 185    |